# Forbidden (1932)
Forbidden é um filme norte-americano de 1932, realizado pelo cineasta Frank Capra, com Barbara Stanwick no elenco. O filme conta a história de uma bibliotecária que se apaixona por um homem casado.